# Анеи (ера)
Анеи (安永) је јапанска ера (ненко) која је настала после Меива и пре Тенмеи ере. Временски је трајала од новембра 1772. до марта 1781. године и припадала је Едо периоду.  Владајући цареви били су Го Момозоно и Кокаку. Нова ера је проглашена како би се обележио долазак новог цара, Го Момозона на трон. Име Анеи значи "мирна вечност".

## Важнији догађајиАнеиере
- 1775. (Анеи 4): Епидемија болести. Само у Еду умрло је око 190.000 људи.[2]
- 1775. (Анеи 4): Шведски доктор и ботаничар Карл Петер Танберг долази у Нагасаки и временом истражује и записује флору и фауну Јапанског архипелага. Његов рад је први научни рад модерног типа на ту тему у историји Јапана.
- 1778. (Анеи 7): Велика поплава у Кјоту.[2]
- 1778. (Анеи 7): Ерупција вулканског острва Сакураџима. Како је вулкан близу Кагошиме, тако је у њеној ерупцији погинуло око 16.000 људи.[2]
- 1779. (Анеи 8): Холандски хирург и антрополог Исак Титсинг долази у луку Деџима (у Нагасакију) где временом почиње да се бави научним радом.[3]

Политика бакуфуа је у то време занемаривала утицај странаца током Анеи ере, али будући да је то био период сакоку изолације допуштала је само малом броју странаца, и то Холанђана на своје тле. Ипак странци који су дошли, Титсинг и Танберг оставили су за собом културне записе непроцењиве вредности за оријенталисте и јапанологе 19. века. Њихови текстови и данас су предмет проучавања модерних историчара.
- 1780. (Анеи 9): Обилате кише и поплаве у Канту приморавају владу да уступи помоћ и разне олашице погођеним становницима у тим насељима.[2]